# 시간은 흐르지 않는다
《시간은 흐르지 않는다》(이탈리아어: L'ordine del tempo)는 양자중력 연구의 전문가인 이탈리아의 물리학자 카를로 로벨리가 물리학의 시간에 관해 쓴 책이다. 길이가 4시간 19분인 오디오북은 베네딕트 컴버배치가 읽었다.

## 내용
이 책은 상대성 이론, 시공간, 루프 양자 중력 및 열역학 이론을 다루는 세 부분으로 구분된다. 첫 번째 섹션인 〈시간 파헤치기〉(The Crumbling of Time )는 로벨리가 시공간에서 4차원으로 간주되는 시간을 설명하면서 시작된다. 그런 다음 그는 루트비히 볼츠만의 결코 감소하지 않는 엔트로피 개념과 로벨리가 "과거와 미래의 차이를 아는 유일한 기본 물리학 방정식"이라고 설명한 열역학 및 베이즈 확률론에서의 역할에 대해 논의하고 다음과 같은 결론을 내렸다. "시간의 방향을 잃었다." 두 번째 파트인 〈시간이 없는 세상〉(The World without Time )에서 로벨리는 입자가 아닌 사건(event)이 우주를 구성한다고 기술하고 루프 양자중력에서 시간의 양자 개념을 소개한다. 마지막 섹션인 〈시간의 원천〉(The Sources of Time )에서는 시간이 흐르는 것처럼 보이는 것은 세상의 모든 미세한 세부 사항을 관찰할 수 없기 때문이라고 제안한다.

## 평가
Book Marks는이 책이 일반적으로 긍정적인 평가를 받았다고 보고했다. 가디언지를 위해 글을 쓴 이안 톰슨(Ian Thomson)은 "명쾌한" 서술과 번역을 칭찬하고, 물리학에 관한 7개의 간단한 강좌(Seven Brief Lessons on Physics) 와 비교하여 "더 깊고 난해한 명상"이지만 "전문 용어가 없다"라고 기술하였다. 우주론 학자(cosmologist)인 앤소니 아귀르(Anthony Aguirre)는 전체적으로 긍정적인 리뷰에서, 책의 어떤 부분은 "지나치게 기술적이거나 지나치게 기술적이지 않은 사이에서 실망스러운 위치를 차지하고 있다"고 지적했다.